# Rejon firowski

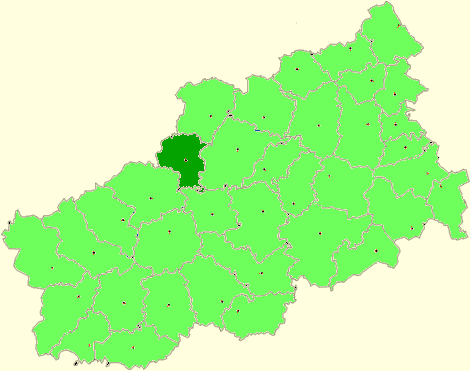
położenie rejonu w obrębie obwodu twerskiego

Rejon firowski, ros. Фировский район – rejon w zachodniej Rosji, w obwodzie twerskim.

## Położenie
Rejon, tak jak cały obwód twerski leży we wschodniej Europie, na terenie Niziny Wschodnioeuropejskiej.
Rejon firowski leży w północno-zachodniej części obwodu twerskiego.

## Powierzchnia
Rejon ma powierzchnię 1747 km² (inne źródła podają 1836 km²). Teren ten stanowi niewysoka wyżyna Wałdaj, stanowiąca część Niziny Wschodnioeuropejskiej. Powierzchnię rejonu stanowią głównie lasy, złożone przede wszystkim z drzew liściastych (głównie osiki, brzozy i olchy) z domieszką gatunków iglastych (najczęściej świerku). W lasach tych żyją m.in. dziki, łosie, zające i lisy.
Na terenie rejonu, na zajmujących sporą część powierzchni obszarach podmokłych występują także skupiska roślinności bagiennej. Na obszarze tym znajdują się ponadto torfowiska. Dużą część powierzchni stanowią grunty orne i pastwiska.
W rejonie znajduje się pewna liczba jezior, głównie pochodzenia polodowcowego.
Przez obszar rejonu przepływają liczne większe i mniejsze rzeki i strumienie. Zbiorniki wodne obfitują w ryby, spośród których najważniejsze znaczenie dla gospodarki mają leszcze, jazie, szczupaki i okonie.

## Ludność
W rejonie zamieszkuje ok. 12 tys. osób. Liczba ta w ostatnich latach spada w wyniku niskiego przyrostu naturalnego i emigracji zarobkowej do innych regionów Rosji, najczęściej dużych miast, zwłaszcza Moskwy.
Ponieważ wyjeżdżają głównie ludzie młodzi, średnia wieku mieszkańców rejonu jest dość wysoka.
Ludność miejska stanowi ok. 45% mieszkańców rejonu.
Niemal całą populację rejonu stanowią Rosjanie. Większość ludności wyznaje prawosławie, istnieje także spora liczba niewierzących, pozostała po okresie przymusowej ateizacji za czasów Związku Radzieckiego.
Gęstość zaludnienia w rejonie wynosi ok. 6,7 os./km².

## Stolica i ośrodki osadnicze
Ośrodkiem administracyjnym jest osiedle typu miejskiego Firowo, liczące ok. 2.800 mieszkańców (1 stycznia 2005 r.). Jest ono jedynym z dwu ośrodków miejskich na terenie rejonu. Drugim jest osiedle Wielikooktiabrskij (ok. 2.600 mieszkańców - 2005 r.)
Poza nim na obszarze tej jednostki podziału administracyjnego znajduje się 103 punkty osadnicze - większe i mniejsze wsie, liczące od kilku do kilkuset mieszkańców.

## Gospodarka
Gospodarka rejonu, po rozpadzie ZSRR pogrążona jest w kryzysie.
Podstawowymi źródłami utrzymania dla mieszkańców rejonu jest praca w rolnictwie, przemyśle i usługach.
Głównym centrum gospodarczym i ośrodkiem przemysłowym na terenie rejonu jest jego stolica – osada Firowo. Znajdują się tam m.in. zakłady przemysłu mleczarskiego i leśnego.
Także w innych większych ośrodkach osadniczych na terenie rejonu znajduje się drobny przemysł spożywczy, który stanowią niewielkie zakłady, zatrudniające po kilka - kilkanaście osób (jak piekarnie czy masarnie), produkujące głównie na rynek lokalny, a także niewielki przemysł włókienniczy (jak szwalnie) i budowlany, zaś w Wielikooktiabrskim znajduje się huta szkła.
Duże znaczenie w gospodarce rejonu odgrywa rolnictwo, któremu sprzyjają dość korzystne warunki klimatyczne i glebowe. Najczęściej uprawiane są rośliny pastewne, a także zboża, głównie pszenica i żyto, w mniejszym stopniu owies, a poza tym len, ziemniaki oraz warzywa, a także, na niewielką skalę - owoce.
Hodowla obejmuje głównie bydło a także trzodę chlewną i drób.

## Rys historyczny
Historia ziem wchodzących w skład rejonu firowskiego jest zbieżna z historią całego obwodu twerskiego. Jako odrębna jednostka administracyjna rejon został utworzony w 1935 roku.

## Podział administracyjny
W skład rejonu wchodzi 5 mniejszych jednostek podziału terytorialnego – osiedli (ros. поселение), spośród których 3 stanowią osiedla wiejskie (obejmujące kilkanaście – kilkadziesiąt wsi), zaś 2 to osiedla o charakterze miejskim, obejmujące ośrodek administracyjny rejonu - 
Firowo oraz osadę Wielikooktiabrskij

## Klimat
W rejonie panuje klimat umiarkowany ciepły, o charakterze kontynentalnym. 
Zima jest dość chłodna (średnia temperatura stycznia to ok. -10 - 12 °C), lecz niezbyt długa, zaś lato długie i ciepłe (średnia temperatura lipca to +17 - + 18°C).
W rejonie notuje się dość wysoki poziom opadów (ok. 650 mm), głównie w postaci deszczu, którego największe nasilenie przypada na przełom lipca i sierpnia.